# 森﨑健史
森﨑 健史（もりさき けんし、1992年7月25日 - ）は、日本の男子バレーボール選手である。

## 来歴
福井県南越前町出身。兄の影響で中学2年生からバレーボールを始める。
武生高等学校、宇都宮大学を経て、2014年度、Vリーグ加入前のVC長野トライデンツに入団した。2015/16シーズン、VC長野のV・チャレンジリーグII参入1シーズン目で、V・チャレンジリーグII優勝に貢献し、自身も新人賞を受賞した。入替戦でも勝ち、チームはV・チャレンジリーグIに昇格。
2018年、新たな国内リーグV.LEAGUEが設立され、VC長野はV.LEAGUE DIVISION1 MEN（V1男子）に所属となり、自身もV1の試合に出場した。
2023年、2022-23シーズン終了をもってVC長野トライデンツを退団し、栃木県のクラブチームであるレーヴィス栃木に加入した。

## 人物
- 2023年11月から星の杜高等学校で保健体育科教師、女子バレーボール部顧問として勤務している[6][7][8]。

## 所属チーム
- 武生高等学校（2008-2011年）
- 宇都宮大学（2011-2015年）
- VC長野トライデンツ（2015-2023年）
- レーヴィス栃木（2023年-）

## 受賞歴
- 2016年 - 2015/16 V・チャレンジリーグII 新人賞
- 2018年 - 2017/18 V・チャレンジリーグI サーブ賞